# Bros
Bros – brytyjska grupa dance-popowa założona przez dwóch braci: Matta i Luke’a Gossów razem z Craigiem Loganem. Ich menedżerem był Tom Watkins, były współpracownik Pet Shop Boys, o którym krążą pogłoski, że był jednym z głównych autorów tekstów, pracującym pod nazwą The Brothers z innymi autorami piosenek, aby zrobić wrażenie, że bracia Goss byli rzeczywistymi autorami wczesnych przebojów. Grupa działała w latach 1987–1992, po rozpadzie Matt zajął się karierą solową, a Luke podjął karierę filmową. Craig Logan opuścił grupę w 1989.

## Dyskografia
- 1988 – Push
- 1989 – The Time
- 1991 – Changing Faces
- 2004 – The Best of Bros

## teledyski
- 1987 – "I Owe You Nothing"
- 1987 – "When Will I Be Famous?"
- 1988 – "Drop The Boy"
- 1988 – "I Owe You Nothing" (reissue)
- 1988 – "I Quit"
- 1988 – "Cat Among the Pigeons
- 1988 – "Silent Night"
- 1989 – "Too Much"
- 1989 – "Chocolate Box"
- 1989 – "Sister"
- 1990 – "Madly in Love"
- 1991 – "Are You Mine"
- 1991 – "Try"